# جاكوب هولم (تاجر)
جاكوب هولم (بالدنماركية: Jacob Holm)‏ هو تاجر دنماركي، ولد في 29 سبتمبر 1770 في بلدية نيستفد في الدنمارك، وتوفي في 3 أغسطس 1845 في كوبنهاغن في الدنمارك.